# 77696 Patriciann
77696 Patriciann è un asteroide della fascia principale. Scoperto nel 2001, presenta un'orbita caratterizzata da un semiasse maggiore pari a 3,1497270 UA e da un'eccentricità di 0,1408482, inclinata di 6,61228° rispetto all'eclittica.
L'asteroide è dedicato a Patricia Ann McLarty, moglie dello scopritore.